# Slaget om Bogside
Slaget om Bogside var ett upplopp i Derry på Nordirland i augusti 1969, som utgjorde inledningen till konflikten i Nordirland. Den dåvarande polisstyrkan på Nordirland, Royal Ulster Constabulary, RUC, begärde in stöd från den brittiska militären eftersom den (som den uttryckte sig) hade svårt att skydda protestanterna och katolikerna från varandra.

## Bakgrund
Redan 1968 demonstrerade katoliker i Derry mot det valsystem som de ansåg var odemokratiskt eftersom det resulterade i att unionister styrde även i de områden där katoliker var i majoritet. Unionisterna som styrde bannlyste alla dessa demonstrationer och skickade ut RUC för att stoppa dem. I januari 1969 gick Belfast-Derry marsch av som organiserades av Northern Irelands Civil Right Association. Marschen gick mellan Belfast och Derry och krävde mänskliga rättigheter åt katoliker. Demonstranterna blev stannade av RUC vid en liten by mellan Belfast och Derry där de blev överfallna av Ulster Special Constabulary och en mobb bestående av lojalister utan att RUC lyckades hindra dem. En av organisatörerna för marschen, Michael Farrell, skrev i sin bok att han på kvällen samma dag som attacken såg några lojalister och RUCmän sitta ner och röka cigaretter tillsammans.
Då demonstranterna närmade sig Derry blev demonstrationståget attackerat igen. När tåget lyckades komma in i staden blev det attackerat av RUC och demonstranterna flydde till stadsdelen Bogside där de trodde att de var säkra. Dagen efter gick en mobb lojalister in i Bogside och drev ut katolikerna från sina hus och vandaliserade området. De boende i området flydde till närliggande stadsdelen Creggan men återvände sedan och tog tillbaka området. De proklamerade att Derry nu var en fristad, Free Derry, ett eget samhälle skilt från resten av Nordirland. De skaffade sig egna vaktstyrkor som fungerade som polisstyrkor och de upprättade barrikader för att kunna försvara sig från RUC.

## Slaget börjar

### 12 augusti
Den 12 augusti 1969 skulle Apprentice Boys, en del av Oranienorden, hålla sin årliga marsch för att högtidlighålla den protestantiska segern 1689 i belägringen av Derry, då Vilhelm av Oranien försvarade staden mot Jakob II av England och Irland i Derrys tredje belägring på 50 år. Vissa nationalister menar att denna typ av marscher är liknande de som Ku Klux Klan genomför i svarta områden i USA.
När marschen nådde Bogside vid William Street mötte den motdemonstranter som försökte hindra marschen genom att kasta sten. Protestanter som var för marschen besvarade stenlossning och situationen urartade. RUC ansåg att de inte hade kontroll över läget och drev därför in nationalisterna i Bogside. Efter det började det egentliga slaget om Bogside då RUC attackerade in i stadsdelen men mötte motstånd. En stor strid bröt ut och de boende i Bogside gjorde allt de kunde för att försvara sitt område. RUC i sin tur åkte runt bland byarna i närheten och värvade protestantiska män som kunde vara med i slaget.
I IRA-medlemmen Patrik Dohertys hus i hjärtat av Bogside skapades ett högkvarter för försvaret. Nationalisterna började tillverka bensinbomber som fördes till fronten och kastades mot polisen. De byggde även barrikader så att inte polisens pansarbilar skulle kunna ta sig fram. Läkare och sjukvårdare sprang runt och tog hand om skadade och hjälpte folk att stå emot den tunga tårgasröken som hängde i hela Bogside.
Polisen använde gummikulor, pansarbilar och batonger men eftersom de hade begränsat med ammunition med sig ut till fronten hände det att poliser ibland blev tvungna att kasta sten för att de hade slut på skott. Polisen hade liten erfarenhet av kravaller och de hade en dålig skyddsutrustning. De hade hjälm och sköld men deras uniformer kunde ta eld vilket gjorde dem känsliga för brandbomber. Sidorna försökte trötta ut varandra genom upprepade attacker.
Försvaret av Bogside hade flera ledare, men de som brukas lyftas fram är Martin McGuinness, dåvarande vice IRA-befälhavare över Bogside, Eamonn McCann och Bernadette Devlin. McGuinness kom hem från jobbet på kvällen, bytte om och drog sen vidare till fronten. Devlin visade försvararna hur man skulle tillverka barrikader för att hindra att pansarbilarna skulle kunna komma igenom. Folk såg upp på henne och hon gav försvararna en stark enhetskänsla. Under kvällen började polisen använda tårgas mot försvararna. Det var första gången i den brittiska polisens historia som detta användes mot civila. Försvararna var oförberedda på hur man skulle hantera situationen. Gas spred sig i hela stadsdelen så att även gamla och barn drabbades. Det fanns också skadade som fått själva gasbehållaren i huvudet. För att öka modet hos försvararna gick Bernadette Devlin igenom ett moln av tårgas och sade senare att man vänjer sig efter ett tag och att det inte var så farligt.

### 13 augusti
På morgonen trappades våldet upp. Nationalisterna kastade bensinbomber från taken, vilket gjorde det svårt för polisen att nå dem, men en strategisk utgångspunkt för dem att träffa polisen. Bernadette Devlin började organisera försvararnas framryckningar bättre. Hennes taktik var att anfalla i grupper där en del kastade mot polisens huvud och andra mot benen, eftersom RUC-konstaplarna inte kunde täcka hela kroppen med skölden.
Piratradiostationen "Radio Free Derry" startades och hjälpte försvararna att få överblick över händelserna. Även walkie-talkier användes.
Martin McGuinness har sagt att alla åldrar var med; de som inte kunde slåss hjälpte till genom att föra fram sten och bensinbomber till fronten och även tillverka bensinbomber, samt föra skadade i säkerhet och laga mat till de stridande vid fronten.
Under 13 augusti började barn och gamla som led svårt av tårgasen evakueras, de flesta till republiken Irland men också till andra delar av Derry. Republiken Irlands premiärminister Jack Lynch kritiserade händelserna i medierna. Tiotusen soldater sändes till gränsen mellan Free Derry och Irland och man byggde även ett militärt fältsjukhus vid gränsen för att ta hand om de skadade. Även om soldaterna inte gick in i Nordirland såg unionisterna detta som en krigsförklaring och nationalisterna såg det som stöd för deras agenda, även om de senare var besvikna över att soldaterna inte gjorde någonting.
Patrik Doherty gick ut i media och vädjade till alla katolska män att komma till Derry för att hjälpa till med försvaret av Free Derry.

### 14 augusti
Under natten gick rykten om att katedralen i Bogside var under attack. Det visade sig att det inte var sant; man slogs visserligen på gatorna vid sidan av den men själva katedralen var inte under belägring. Händelserna gjorde att ännu fler katoliker och personer som dittills hade följt prästernas råd att inte använda våld gick ut för att försvara katedralen. I striderna som utbröt avfyrade några poliser skarpa skott som skadade ett antal försvarare. Båda sidor var rädda för att våldet skulle urarta och kräva dödsoffer. Både polis och försvarare hävdade att de inte ville döda varandra utan enbart trötta ut den andra sidan genom att skada motståndaren, vilket skulle göra det svårare för den andra sidan att ge sina män pauser eftersom de då hade färre reserver. RUC började vid den här tiden bli rejält trötta, då de stridit i över två dygn utan att få tillräckligt med vila. Även nationalisterna var trötta efter att ha stridit i två dygn, vissa hade inte sovit någonting alls under tiden.
Storbritanniens inrikesminister James Callaghan fick en förfrågan från Nordirlands regering om att sända trupper, men han vägrade då deras krav var att de skulle lyda under nordirländska regeringen, vilket regeringen i London inte kunde godta.

### 15 augusti
James Callaghan beslutade att man skulle sända trupper (Operation Banner) till staden under centralregeringens kontroll. Regeringen tog också över makten för polisen i Nordirland. Därmed var konflikten inte längre ett internt problem i Nordirland utan hade blivit ett problem mellan Nordirland och Storbritannien. Förhandlingar med Doherty skedde på morgonen, och polisen lämnade sedan Bogsideområdet. De fick tydliga order om att inte gå in i Bogside igen. I stället satte de upp taggtråd runt och satte upp vaktposteringar. När polisen hade dragit sig tillbaka upphörde allt våld och försvararna firade att de hade lyckats försvara sin fristad Free Derry.
Över 1 000 personer skadades under dessa dagar. Exakt siffra är ej känd.

## Unionisternas syn på saken
Ledaren över Apprentice Boys, Gregory Campbell, menade att anledningen till att de attackerade nationalisterna var att de såg dem som fiender till Ulster, Nordirland, och därför ett hot mot landet. De stred för att försvara sitt land och de såg sig även orättvist beskyllda eftersom den fattiga protestantiska arbetarklassen inte hade det så bra som katolikerna menade att de hade.